# Open Goldberg Variations

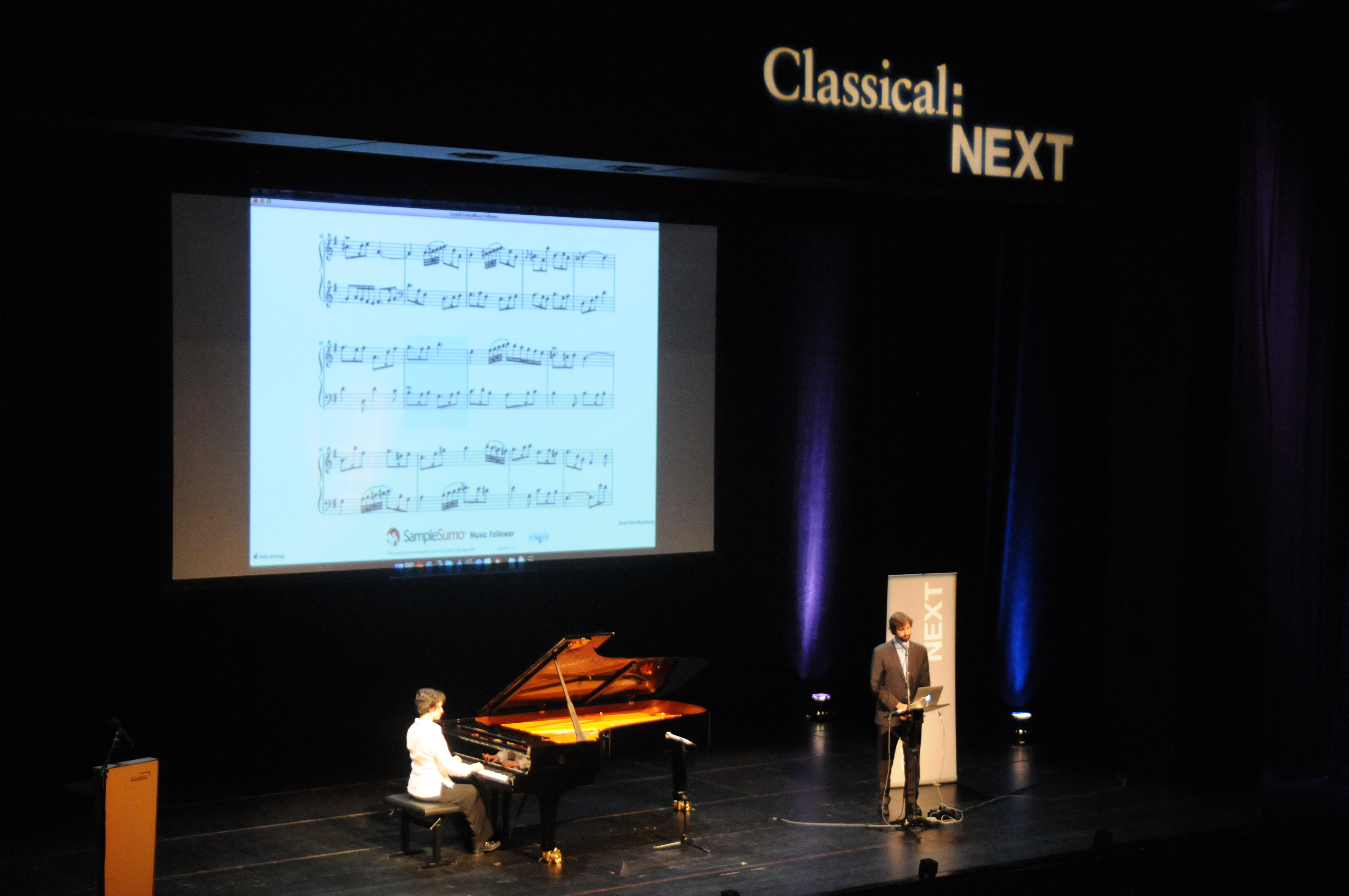
Kimiko Douglass-Ishizaka et Robert Douglass lors du Classical:NEXT 2012 où l'on peut voir à l'écran les notes défiler en même temps qu'elles sont jouées

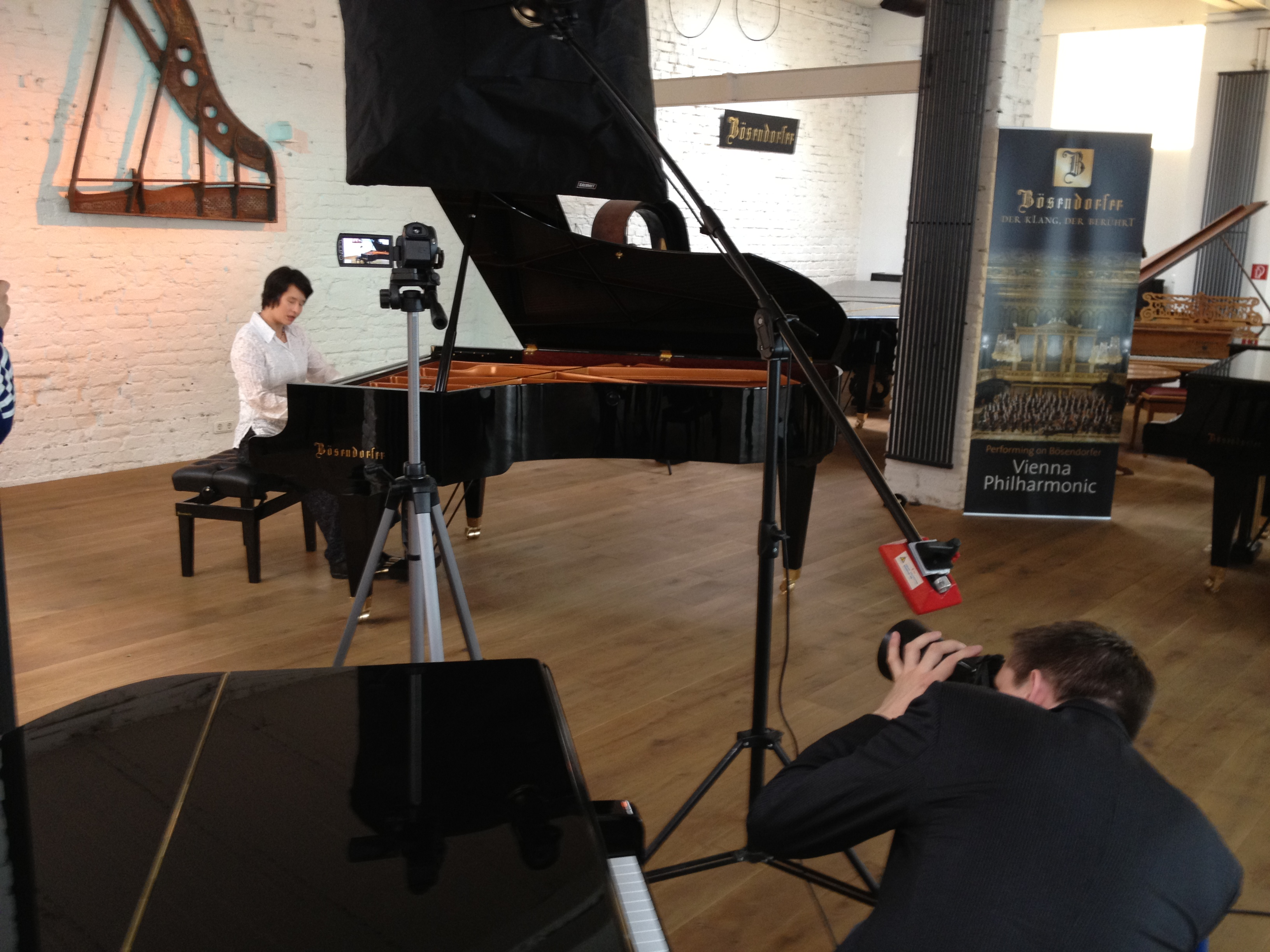
Kimiko Douglass-Ishizaka sur un piano Bösendorfer à Cologne

Open Goldberg Variations est un projet à but non lucratif consistant à créer un enregistrement de qualité et une partition typographiée des Variations Goldberg de Jean-Sébastien Bach pour les placer directement dans le domaine public. Lancé par Robert Douglass, il a été financé par financement participatif au printemps 2011. Enregistré par la pianiste Kimiko Douglass-Ishizaka en janvier 2012, il a été mis à disposition sur Internet en mai 2012.

## La problématique du domaine public
Il est difficile d'écouter, de copier ou distribuer librement et gratuitement de la musique classique, ou plus précisément ici, de la musique baroque. En effet, même si, en Europe, les œuvres sont depuis longtemps disponibles dans le domaine public, la plupart des auteurs étant morts depuis plus de 70 ans, leurs interprétations sont, elles, soumises au droit d'auteur et sont généralement protégées jusqu'à 50 ans après la publication de l'enregistrement.
En optant pour la licence CC0 de la famille des Creative Commons, le projet Open Goldberg Variations est un exemple pionnier qui répond à ce besoin. Il rend dès lors accessible l'un des plus célèbres morceaux du répertoire classique, popularisé notamment par Glenn Gould. « Toute la grande musique dont nous avons hérité avec le temps dans le domaine public a besoin d’éditions numériques modernes sous des licences libres, de même que des enregistrements de qualité dans le domaine public qui soient des références et autorisent les hackers à réaliser de nouvelles créations à partir d’elles » affirme ainsi Kimiko Douglass-Ishizaka.

## Musique libre
Le projet s'inscrit dans le courant émergent de la musique libre qui tire son nom et s'inspire du logiciel libre. « Un morceau de musique peut être considéré comme libre s’il existe un enregistrement de bonne qualité disponible sous une licence permissive (équivalent d’un binaire précompilé dans une distribution), et une partition également de bonne qualité, contenant toutes les instructions et les commentaires du compositeur original, disponible dans un format éditable et réutilisable, accompagnée elle aussi d’une licence libre. Pensez-y comme si c’était le code source d’un logiciel que vous pourriez utiliser, compiler, interpréter, modifier, copier etc. Le premier projet important destiné à mettre les œuvres de Johann Sebastian Bach en open source a été Open Goldberg Variations (« Bach to the future ») avec l’aide du financement participatif. Vous pouvez télécharger les enregistrements audio sans perte de qualité réalisés par Kimiko Ishizaka, et la partition aux formats MuseScore ou XML, tout cela étant dans le domaine public ».

## Détails et historique du projet
La collecte de don a eu lieu pendant 3 mois sur le site Kickstarter (du 4 mars au 3 juin 2011). La somme demandée était de 15 000 $, elle fut dépassée pour atteindre 23 748 $. Produit par Anne-Marie Sylvestre, l'enregistrement du morceau par Kimiko Douglass-Ishizaka s'est déroulé à Berlin du 9 au 13 janvier 2012 au Teldex Studio (en). Le fabricant de piano Bösendorfer a participé au projet en faisant livrer de Vienne à Berlin son instrument emblématique, le 290 Impérial (en). Mis en ligne le 28 mai 2012, les enregistrements peuvent être écoutés en streaming audio ou téléchargés par Bittorrent aux formats MP3, WAV et FLAC. Un CD a également été conçu pour l'occasion.

## La partition

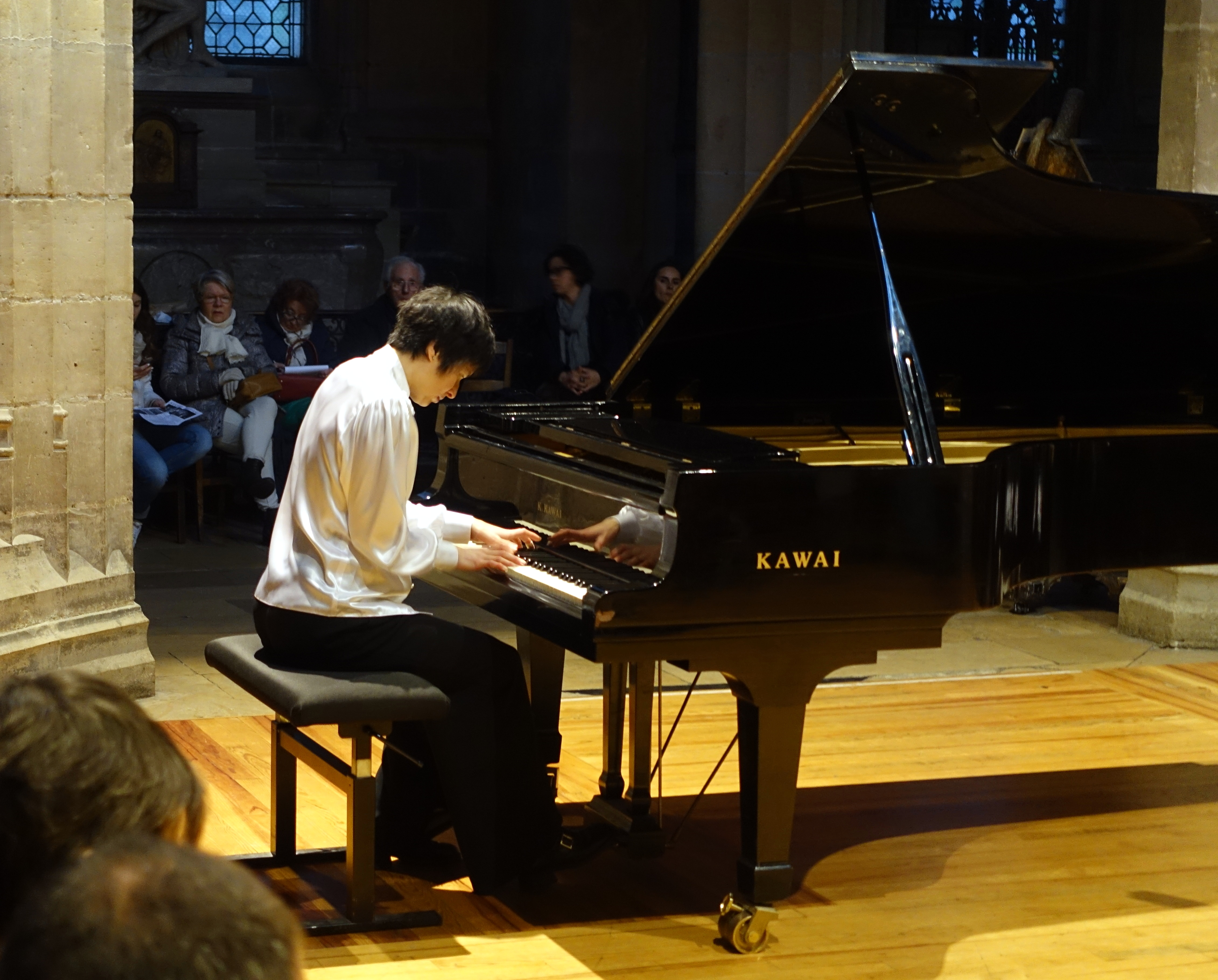
Kimiko Douglass-Ishizaka lors du 1er festival du domaine public à l'Église Saint-Merri le 25 janvier 2015

La partition a été créée avec le logiciel libre MuseScore en donnant lieu au préalable à plusieurs révisions publiques sur Internet. Dans le cadre du projet, l'équipe a développé conjointement avec MuseScore un système d'affichage de partition numérique permettant de lire les notes quand elles sont en cours de lecture. Le 24 juin 2012, la Wisconsin Public Radio a diffusé l'enregistrement sur ses ondes et a fourni simultanément la partition sur son site web où le visiteur avait la possibilité de suivre les notes jouées, avoir les mesures surlignées et les pages tournées automatiquement, en synchronisation avec la musique de la radio.
Une partition en Braille est aussi disponible depuis 2014.
Le projet prévoit une seconde campagne de financement pour un nouvel enregistrement de Bach, le Clavier bien tempéré, à l'automne 2013. L'enregistrement est exécuté en mars 2015, et mis à disposition du public en décembre 2015.